# Makunda
Makunda is een dorp in het district Ghanzi in Botswana. De plaats telt 674 inwoners (2011).